# Чемпионат СССР по рэндзю
Чемпионат СССР по рэндзю — ежегодное соревнование игроков в рэндзю, проводившееся с 1989 года по 1992 год.

## Система проведения соревнований
Состав финальной стадии чемпионата СССР, 16 человек, набирался из победителей прошлого финала и победителей отборочного турнира. Система проведения финала - круговой турнир, отборочного - швейцарская.

## Победители и призёры
| №   | Год                                  | Город     | 1-е место      | 2-е место        | 3-е место        |
| --- | ------------------------------------ | --------- | -------------- | ---------------- | ---------------- |
| I   | Чемпионат СССР по рэндзю 1989        | Москва    | Михаил Бирюков | Николай Михайлов | Евгений Бобков   |
| II  | Чемпионат СССР по рэндзю 1989/1990   | Москва    | Михаил Кожин   | Игорь Синёв      | Алдис Реймс      |
| III | Чемпионат СССР по рэндзю 1990/1991   | Елец      | Михаил Кожин   | Алдис Реймс      | Эдуард Восканян  |
| IV  | Чемпионат России по рэндзю 1991/1992 | Жигулёвск | Игорь Синёв    | Николай Михайлов | Арнис Вейдеманис |

## Продолжение
Правопреемником Чемпионата СССР является Чемпионат России по рэндзю, состоящий из двух этапов, отборочного и финального. Первый финал Чемпионата России прошел в феврале 1993 года в городе Елец; отборочный турнир к нему состоялся в Москве в ноябре 1992 года. Чемпионат проводится ежегодно.